# Bára II
Bára II – drewniana wieża widokowa zlokalizowana na terenie Czech na wysokości 347 m n.p.m., na wzniesieniu Čertova skalka w okolicy Podhůry, w pobliżu Rabštejnské Lhoty, około 5 km na południe od Chrudimia. Przy dobrej pogodzie zapewnia widok na Góry Żelazne, Góry Orlickie i Karkonosze. 
Jej poprzedniczką była wieża o nazwie Bára I, której pomysłodawcą był miejski architekt z Chrudimia - Karel Thér. Została ona zaprojektowana przez Martina Rajniša i zbudowana w 2008 w górnej części nieczynnego kamieniołomu kwarcytu. Charakterystyczna była dlań okładzina z desek modrzewiowych (98 warstw). Konstrukcję otwarto 21 czerwca 2008 i przewidziano na 50 lat użytkowania, ale służyła tylko przez 4 dni. 25 czerwca tego samego roku nagła, intensywna burza, spowodowała prawie całkowite zniszczenie obiektu. Bardzo szybko podjęto działania mające na celu odbudowę wieży w zbliżonej formie. Otwarto ją 3 września 2009. Konstrukcja jest odporna na wiatr o sile 200 km/h (poprzednia tylko do 120 km/h). Ma 17 metrów wysokości i 78 schodów. Obok znajduje się pawilon obsługowy, park linowy i siłownia.